# Richard François Philippe Brunck
Richard François Philippe Brunck (Strasbourg, 1729. december 30. – Strasbourg,  1803. június 12.) francia filológus, műfordító.

## Élete
A párizsi jezsuitáknál tanult, és hadbiztosként részt vett a hétéves háborúban. A francia forradalom alatt a strasbourgi néptársaság egyik mérsékelt tagja volt, a rémuralom alatt elfogták és csak Robespierre bukása után bocsátották szabadon.
A római költők közül Vergiliusonon és Plautuson (1788) kívül Terentiust (Basel, 1797) is feldolgozta.

## Munkái
- Analecta veterum poetarum Graec. (Strasbourg, 1772-76);
- Apollónius Rhodios és Aristophanés kritikai kiadásai (uo. 1784-85);
- Poetae gnomici (uo. 1784);
- Sophoklés kiadása (2 kötet, 1786).